# (5980) 1993 FP2
1993 أف بي 2 (ويعرف أيضًا باسم (5980) 1993 أف بي 2 وفق تسمية الكوكب الصغير) (بالإنجليزية: 1993 FP2)‏ هو كويكب ضمن حزام الكويكبات؛ وترتيبه 5980 من حيث الاكتشاف.
اكتُشف هذا الجُرم الفلكي بواسطة هيروشي كانيدا في 26 مارس 1993.

## وصلات خارجية
- (5980) 1993 FP2 في قاعدة بيانات مختبر الدفع النفاث لأجرام النظام الشمسي الصغيرة

- الاكتشاف · مخطط المدار ·  العناصر المدارية · المعلمات المادية

- (5980) 1993 FP2 على موقع ويكي سكاي: DSS2, SDSS, GALEX, IRAS, Hydrogen α, X-Ray, Astrophoto, Sky Map, Articles and images